# Marguerite Canal
Marguerite Canal, nacida el 29 de enero de 1890 en Toulouse y fallecida el 27 de enero de 1978 en Cépet, fue una compositora, directora de orquesta, profesora de música y pianista francesa. Fue la primera mujer en dirigir una orquesta, a finales de la Primera Guerra Mundial, y la segunda mujer en ganar el Premio de Roma en composición musical.

## Biografía
Nacida en el seno de una familia de Toulouse, Marguerite Canal era hija de Marie Dorothée Fauré, profesora de piano, y de Maurice Canal, un ingeniero amante de la música. Asimismo era nieta de Fauré, un profesor de fagot del Conservatorio de Toulouse.
En 1902, Marguerite Canal se trasladó a París en donde estudió canto y piano en el Conservatorio de París. Fue alumna del compositor Paul Vidal y obtuvo el primer premio en armonía en 1911, en acompañamiento de piano en 1912 y en contrapunto y fuga en 1915.
En 1914 se presentó como candidata al Premio de Roma en composición musical, pero no fue seleccionada (sí fueron admitidos en la competición final Marc Delmas, Edouard Mignan, André Laporte, Jean Déré, Marcel Dupré y Raymond de Pezzer).
En 1917, Marguerite Canal fue la primera mujer en dirigir una orquesta, en este caso la orquesta de la Unión de mujeres profesoras de música y compositoras (UFPC), en varios conciertos celebrados en París en el Trocadéro y en el Palais de Glace en beneficio de los heridos en la guerra.
En 1919, al término de la Primera Guerra Mundial, Marguerite Canal se presentó de nuevo al Premio de Roma y obtuvo con su cantata Le Poète et la Fée el primer segundo gran premio. En 1920, Marguerite ganó el primer gran premio en composición musical con su cantata Don Juan por unanimidad y con las felicitaciones de Camille Saint-Saëns.  Fue la segunda mujer en recibir dicho premio después de Lili Boulanger en 1913.
Marguerite Canal fue nombrada profesora de solfeo para los estudiantes de canto del conservatorio en 1919, puesto que abandonó para realizar una estancia en la Villa Medici en Roma hasta 1925. Posteriormente reanudó sus clases en 1932. Asimismo, se dedicó a la composición y compuso numerosas melodías y canciones de cuna inspiradas en poemas de Charles Baudelaire, Paul Verlaine, Franz Toussaint, Marceline Desbordes-Valmore y Paul Fort. También acompañó al piano a la soprano Ninon Vallin en sus recitales. Es además autora de una ópera que quedó inacabada: Tlass Atka ou Le Pays Blanc, inspirada en la novela Burning Daylight de Jack London.
En 1939, Marguerite Canal fue nombrada Caballera de la Legión de Honor francesa. Terminó sus días en una residencia de ancianos en las afueras de Toulouse y murió el 27 de enero de 1978. Sus restos descansan en el cementerio de Saint-Martin du Touch. La ciudad de Toulouse ha puesto su nombre a una calle en su honor.
Según palabras del musicólogo Mario Facchinetti: « Marguerite Canal es una compositora inspirada que conserva en la melodía francesa el estilo de Fauré, Debussy y Duparc, un estilo que es sobrio, noble y puro». 

## Obras
Marguerite Canal compuso más de cien obras, incluida una obra póstuma. Algunas de las más renombradas son las siguientes:
Música sinfónica
- Arabesque[13]
- Le chanson du rouet
- Le miroir
- Chanson pour Nanny

Música de cámara
- Sonate pour violon et piano (1922)[14]
- Spleen pour violoncelle et piano[15]
- Idylle pour violon ou violoncelle et piano
- Lied pour violon ou violoncelle avec accompagnement de piano
- Élévation pour violon ou violoncelle avec accompagnement de piano
- Près du moulin, pour violon avec accompagnement de piano
- Thème et Variations pour hautbois avec accompagnement de piano

Música para piano
- Esquisses méditerranéennes
- Arabesque
- Pages enfantines
- 3 Pièces romantiques

Música vocal
- Six chansons écossaises, poemas de Leconte de Lisle
- Au jardin de l'Infante, poemas de Albert Samain
- La flûte de Jade, poemas de Tsao Chang Ling (1719-1763) traducidos por Franz Toussaint
- Trois chants extraits du Cantique des cantiques, traducidos por Maudrus
- Sagesse, poemas de Paul Verlaine
- Sept poèmes, poemas de Charles Baudelaire
- Amours tristes, sobre textos de la propia compositora
- L'amour marin, poemas de Paul Fort
- Le Bonheur est dans le pré, letra de Paul Fort
- Chansons et rondes enfantines, letra de Lucie Paul-Margueritte
- Quatre berceuses, poemas de Marceline Desbordes-Valmore
- Chanson de route, letra de Pascal Bonetti
- L'image, poema de Pierre Maudru
- Chansons pour Michel et Miquette, poemas de Jean Calmès

Cantatas
- Le Poète et la fée (1919)
- Don Juan (1920)

## Discografía
- Marguerite Canal: Lieder, Songs, Melodies, Sonate für Violine & Piano, Dominique Longuet (barítono), Andreas Lucke (violín), Barbara Sarlangue-Laumeister (piano), Cavalli-Records, 2004.
- Marguerite Canal: 3 pièces romantiques, Sophia Vaillant (piano), 2019.
- Ravel & Canal: Sonates pour violon et piano, Guillaume Chilemme (violín) y Nathanaël Gouin (piano), 2015.